# Aragonès oriental
L'aragonès oriental o bloc oriental és un dels dialectes que componen l'aragonès (juntament amb l'occidental, el central i el meridional). Es parla a la part més oriental del Sobrarb i en l'occidental de la Ribargorça, així com en alguna localitat del nord-est de Somontano i del nord del Cinca Mitjà. Engloba poblacions com: Chistén, Castilló de Sos, Campo, Estadella, Fonts, La Fova, Graus i Benasc.
Les seues modalitats es parlen en diferents llocs de la zona nord-est d'Aragó, rebent el seu nom de la zona en què es parlen. L'aragonès oriental se subdivideix al seu torn en les diferents modalitats.

## Polèmica
Certs sectors donen aquesta denominació a la llengua que es parla a la Franja de Ponent, inclusivament aquells considerats dialectes del català a Aragó, com el lliterà o el fragatí. Neguen que siguin ni català ni derivats del català, sinó una llengua diferent parlada a Aragó. El terme encunyat per aquests sectors és el d'aragonès oriental.

## Situació dins de l'aragonès
L'aragonès oriental es tracta del bloc dialectal que engloba diferents varietats regionals, les quals són (d'oest a est): xistabí, fovà i ribagorçà. En la següent taula pot veure's una classificació de tots els dialectes de l'aragonès i la situació particular de l'aragonès occidental. Les varietats dialectals properes presenten característiques comunes malgrat pertànyer a blocs diferents.
L'aragonès ribagorçà pot subdividir-se en patués (alt i baix), campés i baix-ribagorçà; destacant en aquest últim algunes varietats com el grausí, el estadí i el foncens.

## Fonètica
Sonorització de les consonants sordes intervocàliques llatines en la major part dels casos:
- meligo (melic), caixigo (quejigo), forau (forat).

Aquestes tres paraules tenen consonant sorda en zones i comarques més meridionals de l'Alt Aragó, de manera que sembla que la sonorització va començar de forma independent a l'aragonès meridional i occidental. El fenomen va començar ja al segle x, com demostra el text llatí extret de les desenes de Castejón. La toponímia mostra que fa uns segles el sector oriental no sonorizaba tant, podent trobar forato en la toponímia de la Fova.
Hi ha més casos que en altres varietats de l'aragonès d'evolució dels grups llatins -TY, -CE, -CI, -DE en posició final a -o com en català:
- peu (pie).

## Morfologia
- Participis en -au, -iu producte de la sonorització de la consonant sorda T:
  - cantau (cantat), metiu (ficat)
- Passat perfecte perifràstic com el català modern:
  - el(l) ba canta(r) (ell va cantar)
- Bona conservació de la partícula pronómino-adverbial I, igual que en zones més al sud on altres varietats (meridionals) l'han perdut.

A continuació podeu veure la taula amb les diverses varietats de l'aragonès:
| Bloc occidental - Ansotà - Aragonès d'Echo (Cheso en aragonès) - Aragüés - Aisí (Aisino en aragonès) - Jaquès (Chaqués en aragonès) | Bloc central - Aragonès centre-occidental - Tensí - Panticut - Serrablès/Sarrablès (Sarrablo aragonès / Serrablo cast) - Aragonès de la terra de Biescas (de Biescas) - Aragonès de la Vall d'Acumuer (de la Vall d'Acumuer) - Aragonès de la Vall de Basa (de Vallibasa) - Aragonès de Sobrepuerto (de Sobrepuerto) - Aragonès centro-oriental - Belsetà - Bergotès - Aragonès de la Ribera de Fiscal (de Ribera de Fiscal) - Aragonès de la vall de Vió (de la Vall de Vió) - Aragonès de la vall de Pórtoles (de Pórtoles) - Aragonès de la vall de Tella - Aragonès de Serra Ferrera | Bloc oriental - Aragonès ribagorçà - Benasquès o Alt-Ribagorçà - Gistaví - Fovà (de la Fova) - Mig-Ribagorçà - Baix-Ribagorçà - Grausí - Estadellà - Fonts                            |  |
| Bloc meridional - Aragonès d'Aierbe (d'Aierbe) - Somontès (de Somontà de Barbastre) - Navalès - Aragonès del Sobrarb (de Sobrarb)   | Bloc meridional - Aragonès d'Aierbe (d'Aierbe) - Somontès (de Somontà de Barbastre) - Navalès - Aragonès del Sobrarb (de Sobrarb) | Dialectes de transició - Castellà aragonès - El benasquès és considerat també de transició amb el català. Tots els fronterers amb la Franja de Ponent són de transició amb el català. |  |